# San Sebastián cuidado por Santa Irene (La Tour)
San Sebastián cuidado por Santa Irene (en francés, Saint Sébastien soigné par sainte Irène), es un cuadro del pintor francés Georges de La Tour. Está realizado al óleo sobre lienzo. Se considera que debió ejecutarse entre 1634 y 1643. Mide 160 cm de alto y 129 cm de ancho. Se exhibe actualmente en la Gemäldegalerie de Berlín.
Se representa el cadáver del mártir san Sebastián cuidado por piadosas mujeres, en particular por la viuda Irene. Es una escena que proviene de la leyenda medieval. En el siglo XVII era un santo al que se recurría con frecuencia debido a que se le consideraba protector frente a las epidemias, como la de peste que en aquella época asolaba la Lorena.
Se ha pintado una escena nocturna, en la que la única luz proviene de la antorcha que santa irene lleva en la mano.
Este tema tuvo gran éxito, de modo que pintó varias versiones. Parece que la primera es la que pintó para el duque Carlos IV de Lorena (1604 – 1675), en 1633, luego pintó otro para el rey Luis XIII al que gustó tanto que retiró el resto de cuadros de la habitación y hubo un tercero encargado por el gobernador de Nancy en 1649. Uno de ellos es el de la Gemäldegalerie, mientras que otro se encuentra en el Museo del Louvre. Se conservan réplicas en Ruan, en la capilla de Bois-Anzeray y en la iglesia de Broglie.